# Роковой талант (фильм)
«Роковой талант» («Преступная богема») (1916) — немой художественный фильм Петра Чардынина. Фильм вышел на экраны 15 сентября 1916 года. Фильм не сохранился.

## Сюжет
Роковой талант дала судьба молодому Полю. Искусный танцовщик, нежный и женственный, он в совершенстве мог подражать танцам знаменитых балерин — Павловой, Гельцер и др. О его способностях узнали, а авантюрист Герман решил использовать его для своих целей. Пользуясь бедственным положением Поля и болезнью его отца, он предложил ему свою помощь с тем, чтобы Поль дал ему расписку, обещая ему во всём всецело повиноваться. После мучительных колебаний Поль соглашается. Больной отец и страдалица его сестра Мария спасены от бедственного положения, а сам Поль попал в среду преступной богемы. Герман пользовался его дарованием для своих преступных целей и кроме расписки сковал его чарами любви, заставив свою любовницу соблазнить невинного юношу. Но Анна полюбила Поля сама. А он, чистый и робкий, был в ужасе от того омута разврата и преступлений, в котором он очутился. Он загрустил, с презрением оттолкнул Анну, считая её сообщницей Германа и умолял его вернуть ему свободу. Но Герман был жесток. Слишком большую помощь оказывала ему «Павлова», и при помощи роковой способности Поля преобразиться из мужчины в женщину и наоборот, он был неумолим, и даже когда оскорблённая Анна выдала властям виновника всех таинственных преступлений, Поль и Герман избежали ареста. Но проклял Поль свой роковой талант и последними усилиями разорвал путы, которыми связал его преступный Герман, и бежал от него.

## Художественные особенности
«Постановка вполне удовлетворительна; смотрится легко, но не оставляет никакого впечатления». («Проектор», 1916, № 19, стр. 13)

## В ролях
- Николай Барабанов — Поль
- Осип Рунич — Герман, авантюрист
- А. Фехнер — Анна, его сообщница
- Н. Обрезкова — Мария, сестра Поля
- Михаил Массин — отец
- Леонид Иост